# Fall River (Kansas)
Fall River – miasto w Stanach Zjednoczonych, w stanie Kansas, w hrabstwie Greenwood.